# 大三鬮林宅
24°44′10″N 121°43′13″E / 24.736017°N 121.720399°E
大三鬮林宅，是位於臺灣宜蘭縣員山鄉尚德村的林姓古宅，列為宜蘭縣歷史建築。

## 建立
員山林家祖籍為漳州府南靖縣廟兜村，其中一派遷居大三鬮。該家族來員山拓墾第三代林萬盛因於二結經營糖廠致富，因此光緒六年（1880年）在家鄉員山堡三鬮（今尚德村）蓋起三合院。歷經三代完成。
主要建材福州杉、磚瓦及地板都自福建以船運至烏石港，沿西勢大溪運至九芎城西門上岸，再送到員山。建築方位採向坐北朝南，以背面抵擋東北季風侵蝕，為一進多護龍合院形制。外圍設院牆山門，以牆規設計。牆體採斗仔砌青黑磚，以附近大湖的黏土混合糯米漿、稻殼、黑糖窯燒而成，並留有防禦銃孔，以抵抗泰雅族與移民械鬥。
對於為何具官家宅第風格，推測與第五代林朝英曾考取到武秀才有關。
內埕寬敞，正身面寬七開間與左右護龍均作燕尾屋脊。院門門額「菊美矣」字款，發音近似閩南語「足水耶」（tsiok-suí-ê，很美啊）。主屋面寬五間，左右加一間所謂「閒間」，作為聊天或作家事之用。正廳作「凹壽」門面，為三關六開門，簷桁木架採瓜筒木作，出屐採關刀拱斗木作，窗樘上均施彩繪。

## 傳說
出身該宅院的國產實業集團創辦人林燈，曾1992年過世前，將戶籍遷回故鄉，以一筆新台幣兩億多元的遺產稅造福員山。因林家對家鄉樂善好施，當地產生「吃林燈，蓋林燈」的俗諺，也有林家為何有錢的風水傳說。
傳說建造時，愛吃雞肫、鴨肫的唐山師傅認為林家沒招待好，遂在屋頂燕尾下燭腳之處，偷畫了一條往外開的船，意思要用船符，咒林家搬進住後錢財只出不進。當大宅建好、師傅準備搭船回福建時，才發現林家女主人送一堆雞、鴨肫，跟徒弟表示後悔。這時徒弟答在師傅偷畫船符時，他也在屋頂另一邊畫一條更大往內開的船。
南投縣草屯鎮俗稱「雞肫厝（雞胗厝）」的三邊堂亦有此傳說，但故事結局是徒弟將船畫太小，而入不敷出，該望族一家因此破敗。

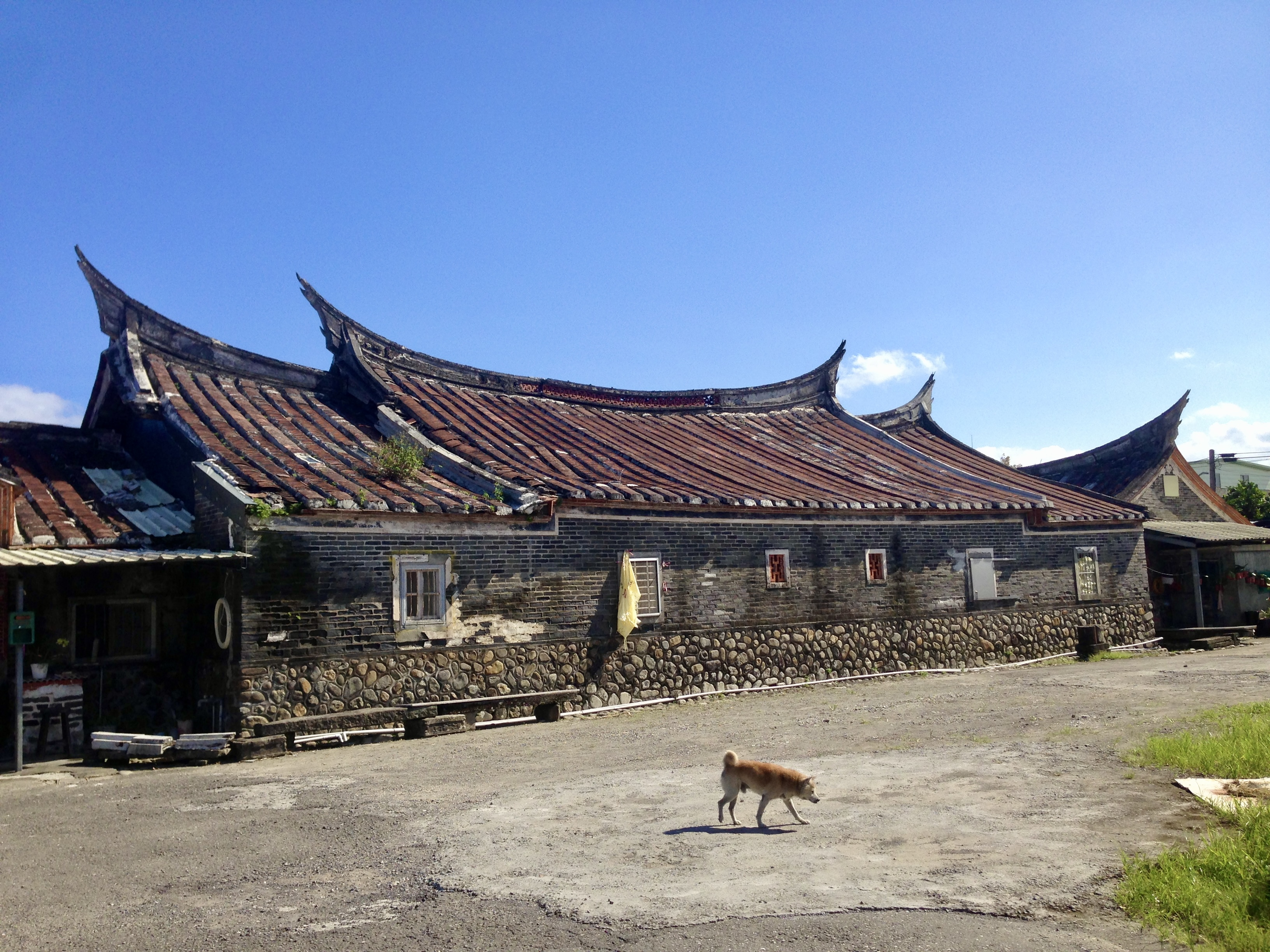
後側

## 維護
此三合院是宜蘭現存清治時期士紳階級最完整的三合院。1992年，政府欲徵收此宅為古蹟，卻為林家所婉謝，而林家後代子孫也在同年重新整修古厝，依原來的式樣、質料來重換。2001年與其他十一棟列為宜蘭縣歷史建築時，僅此建物為私人產業。 
經縣政府與所有權人多次協調討論修復相關事宜，及向中央爭取修復經費，2019年2月14日舉行動工修復儀式，由宜蘭縣長林姿妙及縣議員黃浴沂、陳俊宇、林家後代林智慧等人參與。修復工程估計將近6千萬元，其中縣政府約需分攤配合款600萬元，工期將近2年。